# Evtifron
Evtifron (grško: Εὐθύφρων; podnaslov: o pobožnem; kratica: Evtf) je Platonov zgodnji sokratski dialog, v katerem se ukvarja z vprašanjem pobožnosti (grško: τὸ ὅσιον, to hosion).

## Dramska zasnova dialoga
Dramska lika v dialogu sta: 
- Sokrat, lik filozofa;
- Evtifron, tožnik lastnega očeta.

Do dialoga pride v trenutku, ko se Sokrat in Evtifron srečata na poti pred arhontom. Oba morata na svojo tožbo: Skorata obtožuje Melet, da kvari mladino in širi novosti glede božanstev, pravzaprav naj bi bil brezbožen; Evtifron pa gre tožit svojega očeta zaradi nekega umora. Ko Sokrat izve, da Evtifron počne to zaradi pobožnosti (vrline, v kateri naj bi bil najbolj poučen), ga začne spraševati o tej ideji, kar je bistvo dialoga. Ko raziskava dospe na višek, se zaključi. Sokrat ironično doda, da če bi izvedel od Evtifrona, kaj je pobožnost (čeprav mu je šele dokazal, da o pobožnosti ne zna nič), bi se lahko branil tudi pred tožbo Meleta, kajti slednji ga obtožuje prav pomanjkanja pobožnosti.

## Definicije pobožnosti
Evtifron se najprej izgovarja, da je pobožnost počenjati stvari, ki so pobožne, kot na primer tožiti človeka, ne gleda na to ali je tujec ali sorodnik. Sokrat zavrne trditev, kajti da je dejanje pobožno, nič ne pove o tem, kaj je pobožnost sama.
Tako poda Evtifron prvo definicijo, da je pobožnost ali svetost delati to, kar bogovi ljubijo. Sokrat pa dvomi, kajti če nekateri bogovi imajo nekaj radi, drugi pa lahko to sovražijo, tako da bi bila pobožnost relativna.
Evtifron se popravi, češ da je pobožen človek tisti, ki je vsem bogovom všeč. Sokrat pa to zavrne. Na tem mestu je tudi znana Evtifronova dilema. Skratka, ljubezen bogov je lastnost pobožnega, ne pa njeno bistvo.
Pobožnost je del pravičnosti, ne pa obratno.
Evtifron nato pravi, da je pobožnost skrb do bogov. To tudi ne drži, kajti skrbeti za nekoga ga izboljša, bogov pa ni mogoče izboljšati, ker so že popolni.
Evtifron pravi, da ni taka skrb, kot jo konjenik daje konjem, vendar je kakor službovanje hlapca do njegovega gospodarja. Kaj pa naj potrebujejo bogovi? Sokrat mu svetuje, ali pobožno službovanje bogovom pomeni moliti in žrtvovati bogovom. Je kakor trgovanje med ljudi in bogovi. Evtifron, zaskrbljen, se strinja. Vendar to tudi ne drži, ker samo ljudem koristi, da molijo in si pridobijo naklonjenost bogovom, kaj pa naj bi koristilo bogovom, ki ne potrebujejo ničesar? Trgovanje je tako enostransko. Morda pa bogovom koristi pobožnost sama, to pa jim bi bilo všeč, kar itak ne drži, saj je prva, že zavrnjena trditev. Krožno argumentiranje.